# Guttera pucherani
La faraona dal ciuffo (Guttera pucherani Hartlaub, 1860), anche nota come faraona crestata o numida dal ciuffo, è un uccello della famiglia Numididae, diffusa nelle savane boscose, nelle boscaglie dell'Africa subsahariana. 

## Descrizione
Si tratta di un uccello di taglia media, con una lunghezza totale di circa 50 centimetri (20 pollici), per un peso di 721–1 543 grammi (1,590–3,402 libbre). Il piumaggio è primariamente nero con fitte macchie bianche. L'animale prende il nome dalla distintiva cresta di piume nere sulla sommità della testa, la cui forma varia da piccole penne ricce a un soffice piumino a seconda della sottospecie, e che la separa facilmente da tutte le altre specie di faraona, eccetto dalla faraona piumata (Guttera plumifera). I nomi "crestato" e "piumato" sono spesso applicati in modo errato nelle specie.

## Ecologia
La specie è monogama con probabili legami di coppia forti e di lunga durata. Il maschio presenta spesso un dono alimentare alla compagna come corteggiamento. In un allevamento, un maschio è stato osservato correre per 5-10 metri verso la femmine con del cibo nel becco come offerta di corteggiamento. Il nido è solitamente una piccola rientranza nel terreno ben nascosto nell'erba alta o sotto un cespuglio; le uova sono generalmente di colore bianco, e ogni covata contiene solitamente circa quattro o cinque uova.

## Tassonomia
La tassonomia intraspecifica della faraona crestata è stata oggetto di considerevole dibattito, ma le autorità più recenti accettano cinque sottospecie (ad esempio I. Martinez in HBW, 1994). Le differenze visive tra le varie sottospecie, oltre alla forma della cresta, sono nel colore e nella posizione delle eventuali macchie sul collo e sul viso altrimenti grigio-blu. Tali macchie variano dal quasi bianco al giallo, al rosso. La sottospecie nominale si trova nell'Africa orientale, dalla Somalia alla Tanzania, ed è caratterizzata da un collo grigio-blu e ampie macchie rosse sul volto. In passato questa specie era considerata monotipica, la faraona crestata del Kenya, nel qual caso le restanti sottospecie, che si trovano nell'Africa meridionale, centrale e occidentale, mantengono il nome comune di faraona crestata, ma sotto il nome scientifico Guttera edouardi. Le varie sottospecie presentano un volto e un collo bluastri, anche se talvolta la nuca è grigiastra e pallida (quasi bianca) in alcune sottospecie e la gola è rossa in altre.

### Sottospecie
Questa specie è suddivisa in cinque sottospecie:
- G. p. barbata (Ghigi, 1905) – Faraona crestata del Malawi – dalla Tanzania sudorientale al Mozambico orientale, al Malawi;
- G. p. edouardi (Hartlaub, 1867) - Faraona crestata di Edward – dallo Zambia orientale al Mozambico e al Sudafrica orientale;
- G. p. pucherani (Hartlaub, 1861) – Faraona crestata del Kenya – Dalla Somalia alla Tanzania, Zanzibar e l'isola di Tumbatu;
- G. p. sclateri (Reichenow, 1898) – Faraona crestata di Sclater – Camerun nordoccidentale;
- G. p. verreauxi (Elliot, 1870) – Faraona crestata di Lindi – Guinea-Bissau fino al Kenya occidentale, Angola e Zambia;